# Смирягин, Роман Дмитриевич
Роман Дмитриевич Смирягин (19 апреля 1990, Москва, СССР) — российский хоккеист, вратарь.

## Карьера
Воспитанник московской хоккейной школы «Русь». Начал свою профессиональную карьеру в 009 году в составе клуба Молодёжной хоккейной лиги «Крылья Советов». В своём дебютном сезоне  провёл на площадке 52 матча, заработав коэффициент надёжности 2.27. Перед началом следующего сезона  проходил подготовку в составе клуба «Динамо-Тверь», однако затем вернулся в «Крылья Советов».
Сезон 2010/11 начал в череповецком «Алмазе», вместе с которым дошёл до серии плей-офф. Всего в том сезоне Смирягин провёл 35 матчей с коэффициентом надёжности 2.33, чем заслужил место в составе объединённой команды МХЛ, которая проводила серию матчей с молодёжными североамериканскими командами. Также в том сезоне несколько раз привлекался к играм основной команды «Северсталь», однако на лёд не вышел.
Сезон 2011/12 Смирягин также начал в составе клуба МХЛ, 31 октября 2011 года в матче против чеховского «Витязя» дебютировал в Континентальной хоккейной лиге. В матче, который завершился поражением череповецкого клуба со счётом 4:6, Смирягин вышел на замену на 22 минуте, заменив Василия Кошечкина при счёте 0:4, после чего сумел отразить 7 из 9 бросков по своим воротам.
В сезоне 2012/13 у Смирягина был действующий контракт с «Северсталью». В рамках договора о сотрудничестве между клубами был командирован в хоккейный клуб «Титан». За клинскую команду сыграл 36 матчей с коэффициентом надёжности 2.61 и процентом отражённых бросков 93,7.
Сезон 2013/14 отыграл в тверском ТХК. Из-за травмы первую полноценную игру сыграл только 1 ноября против ХК «Саров». Всего за сезон сыграл 24 игры в регулярном чемпионате с коэффициентом надёжности 1,98 (9-й показатель в лиге) и процентом отражённых бросков 93,7 (4-й показатель в ВХЛ). По итогам регулярного чемпионата команда заняла восьмое место, уступила в первом раунде воронежскому «Бурану» 0-4. Смирягин провёл три игры с коэффициентом надёжности 4,14 и процентом отражённых бросков 85,5.
Сезон 2014/15 Смирягин провёл в «Северстали», отыграв одну полноценную игру против московского «Динамо» и один раз сменив на последнем рубеже Якуба Штепанека в игре против ярославского «Локомотива». По ходу регулярного чемпионата несколько раз был командирован в команду ВХЛ «Ижсталь», за которую провёл 12 игр с КН 1,77 и процентом отражённых бросков 93,3. В плей-офф в сезоне 2014/15 череповецкая команда не попала, и Смирягин был отправлен в «Ижсталь», где стал обладателем серебряных медалей чемпионата ВХЛ.

## Достижения
- Участник матча «Всех звёзд» МХЛ (2): 2011, 2012.
- В сезоне 2010/11 Смирягин занял третье место в списке лучших вратарей регулярного чемпионата МХЛ.
- Признан лучшим голкипером декабря 2013г. в ВХЛ, провёл в декабре пять матчей за ТХК, в которых одержал четыре победы, отражая в среднем 96,5 % бросков в створ ворот. Коэффициент надёжности составил 0,8. В трёх матчах Роман оставил свои ворота в неприкосновенности[3].
- На турнире Amber Cup Riga 2014 завоевал серебро в составе команды Metako из Домодедово (возрастная группа 19-35)[4]
- Серебряный призёр ВХЛ сезона 2014/15 в составе ижевской "Ижстали".

## Статистика выступлений
Последнее обновление: 16 июля 2014 года
|                 |                    |                 | Регулярный сезон | Регулярный сезон | Регулярный сезон | Регулярный сезон | Регулярный сезон | Плей-офф | Плей-офф | Плей-офф | Плей-офф | Плей-офф |
| Сезон           | Команда            | Лига            | Игр              | М                | ПШ               | «0»              | КН               | Игр      | М        | ПШ       | «0»      | КН       |
| --------------- | ------------------ | --------------- | ---------------- | ---------------- | ---------------- | ---------------- | ---------------- | -------- | -------- | -------- | -------- | -------- |
| 2009/10         | МХК Крылья Советов | МХЛ             | 48               | 2771             | 99               | 7                | 2.14             | 4        | 214      | 14       | 0        | 3.93     |
| 2010/11         | Алмаз              | МХЛ             | 30               | 1749             | 60               | 4                | 2.06             | 5        | 256      | 18       | 0        | 4.22     |
| 2011/12         | Алмаз              | МХЛ             | 24               | 1420             | 49               | 1                | 2.07             | —        | —        | —        | —        | —        |
| 2011/12         | Северсталь         | КХЛ             | 3                | 127              | 5                | 0                | 2.36             | —        | —        | —        | —        | —        |
| 2012/13         | Северсталь         | КХЛ             | —                | —                | —                | —                | —                | —        | —        | —        | —        | —        |
| 2012/13         | Титан              | ВХЛ             | 36               | 1818             | 79               | 4                | 2.61             | —        | —        | —        | —        | —        |
| 2013/14         | ТХК                | ВХЛ             | 25               | 1487             | 49               | 5                | 1.98             | 3        | 159      | 11       | 0        | 4.14     |
| 2014/15         | Северсталь         | КХЛ             | 3                | 89:51            | 7                | 0                | 4,67             |          | -        | -        | -        | -        |
| 2014/15         | Ижсталь            | ВХЛ             | 12               | 609:35           | 18               | 2                | 1,77             | 10       | 508:16   | 24       | 0        | 2,83     |
| Всего в КХЛ     | Всего в КХЛ        | Всего в КХЛ     | 6                | 216,51           | 12               | 0                | 3,31             | —        | —        | —        | —        | —        |
| Всего в ВХЛ     | Всего в ВХЛ        | Всего в ВХЛ     | 73               | 3915,34          | 146              | 11               | 2.24             | 13       | 667,48   | 35       | 0        | 3.14     |
| Всего в карьере | Всего в карьере    | Всего в карьере | 166              | 9372             | 341              | 21               | 2.18             | 12       | 629      | 43       | 0        | 4.10     |